# Свеська селищна рада
Све́ська селищна рада — орган місцевого самоврядування в Шосткинському районі Сумської області. Адміністративний центр — селище міського типу Свеса.

## Загальні відомості
- Населення ради: 7 758 осіб (станом на 2001 рік)

## Населені пункти
Селищній раді підпорядковані населені пункти:
- смт Свеса, с. Орлівка, с. Шевченкове, с. Ржане, с. Микитівка, с. Гирине, с. Зорино, с. Княжичі, с. Марчихіна-Буда, с. Руденка, с. Радіонівка, с. Ломленка.

## Склад ради
Рада складається з 22 депутатів та голови.
- Голова ТГ: Киркач Сергій Михайлович
- Секретар ТГ: Дарико Дарія Володимирівна

### Керівний склад попередніх скликань
| Прізвище, ім'я, по батькові    | Основні відомості                                                | Дата обрання | Дата звільнення |
| ------------------------------ | ---------------------------------------------------------------- | ------------ | --------------- |
| Козюля Олександр Олександрович | Селищний голова, 1951 року народження, освіта вища, безпартійний | 26.03.2006   | 31.10.2015      |
| Шевченко Дмитро Станіславович  | Селищний голова, 27.02.1977 р., освіта вища, безпартійний,       | 31.10.2015   |                 |
| Філонов Юрій Семенович         | Селищний голова                                                  |              | 08.12.2020      |

Примітка: таблиця складена за даними сайту Верховної Ради України

### Депутати
За результатами місцевих виборів 2015 року депутатами ради стали:

#### За суб'єктами висування
| Суб'єкт висування                                       | Кількість обраних депутатів | %    |
| ------------------------------------------------------- | --------------------------- | ---- |
| Самовисування                                           | 17                          | 68,0 |
| Політична партія "Рідне місто"                          | 5                           | 20,0 |
| Радикальна партія Олега Ляшка                           | 2                           | 8,0  |
| Політична партія Всеукраїнське об'єднання "Батьківщина" | 1                           | 4,0  |

#### За округами
| № округу        | Прізвище, ім'я, по батькові      | Дата визнання обраним | Освіта             | Партійна приналежність                        | Відомості про обраного депутата                                                                               |
| --------------- | -------------------------------- | --------------------- | ------------------ | --------------------------------------------- | --- |
| Народна Партія  |                                  |                       |                    |                                               | |
| 11              | Комарицький Ігор Анатолійович    | 05.11.2010            | вища               | член Народної партії                          | ДП «Свеський лісгосп», головний лісничий                                                                      |
| 16              | Ковальов Олександр Миколайович   | 05.11.2010            | вища               | член Народної партії                          | ДП «Свеський лісгосп», заступник директора                                                                    |
| Партія регіонів |                                  |                       |                    |                                               | |
| 1               | Левшуков Володимир Іванович      | 05.11.2010            | вища               | позапартійний                                 | Свеський психоневрологічний інтернат, директор                                                                |
| 2               | Батусь Валентина Павлівна        | 05.11.2010            | вища               | позапартійна                                  | Свеська загальноосвітня школа № 2, вчитель                                                                    |
| 6               | Негрій Микола Григорович         | 05.11.2010            | вища               | позапартійний                                 | Свеська загальноосвітня школа № 2, вчитель                                                                    |
| 9               | Юшкова Ніна Борисівна            | 05.11.2010            | середня            | член Партії регіонів                          | ПАТ «Свеський насосний завод», контролер                                                                      |
| 15              | Сенченко Олена Володимирівна     | 05.11.2010            | вища               | позапартійна                                  | Свеська селищна лікарня, головний лікар                                                                       |
| 23              | Волевок Галина Іванівна          | 05.11.2010            | середня            | позапартійна                                  | ППЧ № 24, начальник                                                                                           |
| Самовисування   |                                  |                       |                    |                                               | |
| 3               | Неселевська Аніна Анатоліївна    | 10.09.2012            | вища               | позапартійна                                  | Міністерство регіонального розвитку, будівництва та житлово-комунальної політики України, головний спеціаліст |
| 4               | Роговий Олександр Петрович       | 05.11.2010            | середня            | позапартійний                                 | пенсіонер |
| 5               | Родителев Юрій Віталійович       | 05.11.2010            | вища               | позапартійний                                 | Ямпільський РВ УМВС, дільничий інспектор                                                                      |
| 7               | Потапенко Людмила Іванівна       | 03.05.2011            | середня спеціальна | позапартійна                                  | ДПТНЗ «Свеський професійний аграрний ліцей», майстер виробничого навчання                                     |
| 8               | Стаднюк Олена Миколаївна         | 05.11.2010            | вища               | член Політичної партії «Наша Україна»         | приватний підприємець                                                                                         |
| 10              | Терлецька Ніна Василівна         | 05.11.2010            | вища               | позапартійна                                  | Дитячий садок № 3, завідувачка                                                                                |
| 12              | Медведєва Ніна Миколаївна        | 05.11.2010            | середня спеціальна | позапартійна                                  | Свеська селищна рада, секретар                                                                                |
| 13              | Калінін Микола Юрійович          | 05.11.2010            | середня спеціальна | позапартійний                                 | Палац культури ПАТ «СНЗ», директор                                                                            |
| 14              | Посохов Олег Борисович           | 05.11.2010            | вища               | позапартійний                                 | Свеська загальноосвітня школа № 1, вчитель                                                                    |
| 17              | Деркач Галина Іванівна           | 05.11.2010            | середня спеціальна | позапартійна                                  | Свеський аграрний ліцей, майстер                                                                              |
| 18              | Авдєєва Людмила Іванівна         | 05.11.2010            | середня            | позапартійна                                  | пенсіонер |
| 19              | Лещенко Ігор Федорович           | 05.11.2010            | середня            | позапартійний                                 | приватний підприємець                                                                                         |
| 20              | Фірсик Алла Олександрівна        | 03.05.2011            | вища               | позапартійна                                  | Територіальний центр соціального обслуговування населення Ямпільської РДА, директор                           |
| 21              | Белосветов Володимир Іванович    | 05.11.2010            | вища               | член Народної партії                          | ДП «Свеський лісгосп», начальник цеху                                                                         |
| 22              | Польнікова Наталія Володимирівна | 05.11.2010            | вища               | позапартійна                                  | Свеська селищна рада, спеціаліст ІІ категорії                                                                 |
| 24              | Тягленко Зінаїда Василівна       | 05.11.2010            | середня            | член Політичної партії «Наша Україна»         | пенсіонер |
| 25              | Шешенов Іван Олексійович         | 05.11.2010            | середня            | член Комуністичної партії України             | пенсіонер |
| 26              | Єрьоменко Володимир Миколайович  | 05.11.2010            | середня            | позапартійний                                 | приватний підприємець                                                                                         |
| 27              | Кошляков Юрій Миколайович        | 05.11.2010            | вища               | позапартійний                                 | тимчасово не працює                                                                                           |
| 28              | Старовойт Леонід Віталійович     | 05.11.2010            | середня            | позапартійний                                 | пенсіонер |
| 29              | Чеботар Ірина Володимирівна      | 05.11.2010            | вища               | позапартійна                                  | приватний підприємець                                                                                         |
| 30              | Дяченко Олена Володимирівна      | 05.11.2010            | середня спеціальна | член Всеукраїнського об'єднання «Батьківщина» | Свеська селищна лікарня, медична сестра                                                                       |